# Wrona cienkodzioba
Wrona cienkodzioba (Corvus enca) – gatunek średniej wielkości ptaka z rodziny krukowatych (Corvidae), zamieszkujący Azję Południowo-Wschodnią.

## Podgatunki
Międzynarodowy Komitet Ornitologiczny (IOC) wyróżnia 7 podgatunków C. enca:
- C. enca compilator – Półwysep Malajski, Sumatra i wyspy u jej zachodniego wybrzeża, Borneo.
- wrona cienkodzioba (C. enca enca) – Wyspy Mentawai, Jawa i Bali.
- wrona fioletowawa (C. enca celebensis) – Celebes i pobliskie wyspy.
- C. enca mangoli – Wyspy Sula.
- wrona palawańska (C. enca pusillus) – zachodnie Filipiny.
- wrona luzońska (C. enca sierramadrensis) – Luzon.
- wrona samarska (C. enca samarensis) – Samar i Mindanao.

Do niedawna za podgatunki wrony cienkodziobej uznawano też wronę jednobarwną (C. unicolor) i wronę fioletową (C. violaceus).

## Morfologia
Długość ciała 40–47 cm. Masa ciała 222–285 g, podgatunek samarensis 221,6–240,6 g, podgatunek pusillus 260–279 g.

## Występowanie
Wrona cienkodzioba występuje w Brunei, Indonezji, Malezji i na Filipinach.
Naturalnym jej siedliskiem są nizinne subtropikalne lub tropikalne wilgotne lasy lub tropikalne lasy mangrowe.

## Status
IUCN uznaje wronę cienkodziobą za gatunku najmniejszej troski (LC, Least Concern) ze względu na szeroki zasięg występowania. Populacja wydaje się być na stabilnym poziomie, bez wykrytych znaczniejszych spadków lub wzrostów liczebności. Jak dotąd nie oszacowano jej dokładnie, ale ptak ten opisywany jest jako gatunek od pospolitego po rzadki.